# Úbeda
Úbeda je město v provincii Jaén ve španělském autonomním společenství Andalusie, jehož počátky sahají do středověku. Žije zde přibližně 34 tisíc obyvatel.
Renesanční památky města spolu s památkami v Baeze byly v roce 2003 prohlášeny za kulturní památky světového dědictví UNESCO.

## Osobnosti města
- Svatý Jan od Kříže (1542–1591), kněz, karmelitán, mystik a světec
- Joaquín Sabina (* 1949), spisovatel
- Antonio Muñoz Molina (* 1956), spisovatel

## Partnerská města
- Chiclana de la Frontera, Španělsko
- Lège-Cap-Ferret, Francie